# Resursreservationsprotokoll
Resursreservationsprotokoll (eng: Resource Reservation Protocol)
QoS protokoll för IP nätverk. RSVP är ett signaleringsprotokoll som ser till att nätverket har tillräckligt med bandbredd kvar för önskad allokering. Protokollet är beskrivet i RFC 2205.